# Terachi
Terachi o Teraci fou un subestat de Negeri Sembilan, dependent de Sungai Ujong. Estava situat al nord d'aquest darrer estat a la frontera amb Selangor. Fou fundat a la meitat del segle xviii i els seus sobirans portaven el títol de Penghulu Luak Teraci. Hi ha una llista de sobirans però les dates són generalment desconegudes.
- Ahmad bin Mantris Maharaja meitad del segle XVIII
- Tengkis
- Tuk "Pecat"
- Dato
- Linsoh
- Sulung vers 1839
- Said
- Adil
- Jaal ?-1919
- Sohor 1919-?
- Arifin
- Ujang bin Yahya
- Lebai Hussin vers 1966